# Dècada del 330 aC

## Esdeveniments
- Fundació d'Alexandria
- La Lliga de Corint venç els seus enemics
- Batalla d'Issos i Batalla de Gaugamela, amb victòries macedònies
- Fundació del Liceu aristotèlic

## Personatges destacats
- Alexandre el Gran
- Aristòtil